# Варёное яйцо
Варёное яйцо — яйцо, как правило, куриное, приготовленное в целой скорлупе, обычно путём погружения в кипящую воду. Яйца, сваренные вкрутую, готовятся так, чтобы яичный белок и желток затвердели; в то время как в яйцах, сваренных всмятку, желток, а иногда и белок остаются по крайней мере частично жидкими и сырыми. Варёные яйца — популярное блюдо на завтрак во всем мире.
Помимо погружения в кипящую воду, существует несколько различных способов приготовления варёных яиц. Яйца можно варить при температуре ниже температуры кипения, то есть на медленном огне, или готовить на пару. Для определения времени варки может использоваться таймер для яиц.

## Варианты приготовления

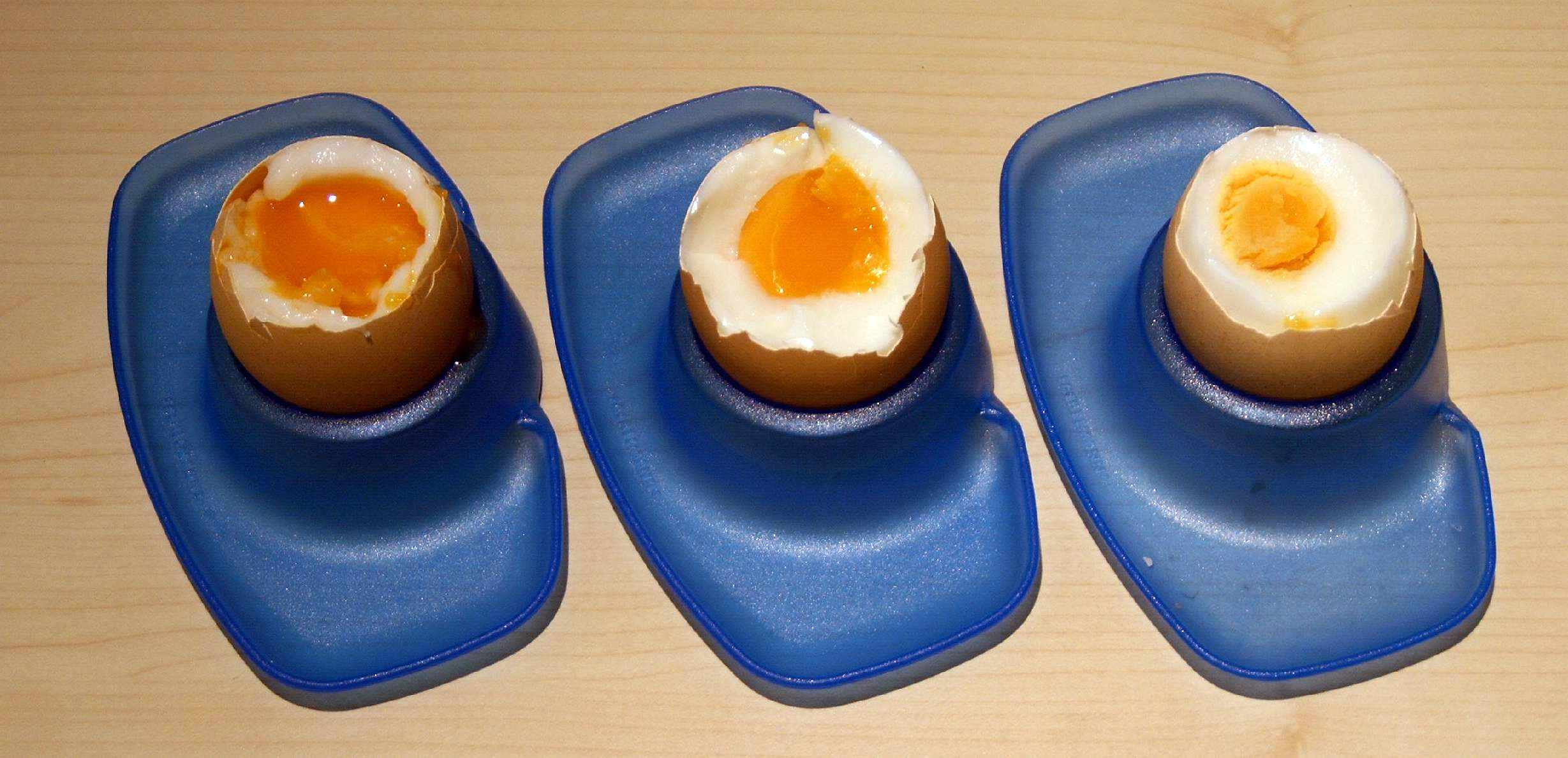
Варёные яйца при разном времени варки. Слева направо: 4 минуты, 7 минут и 9 минут

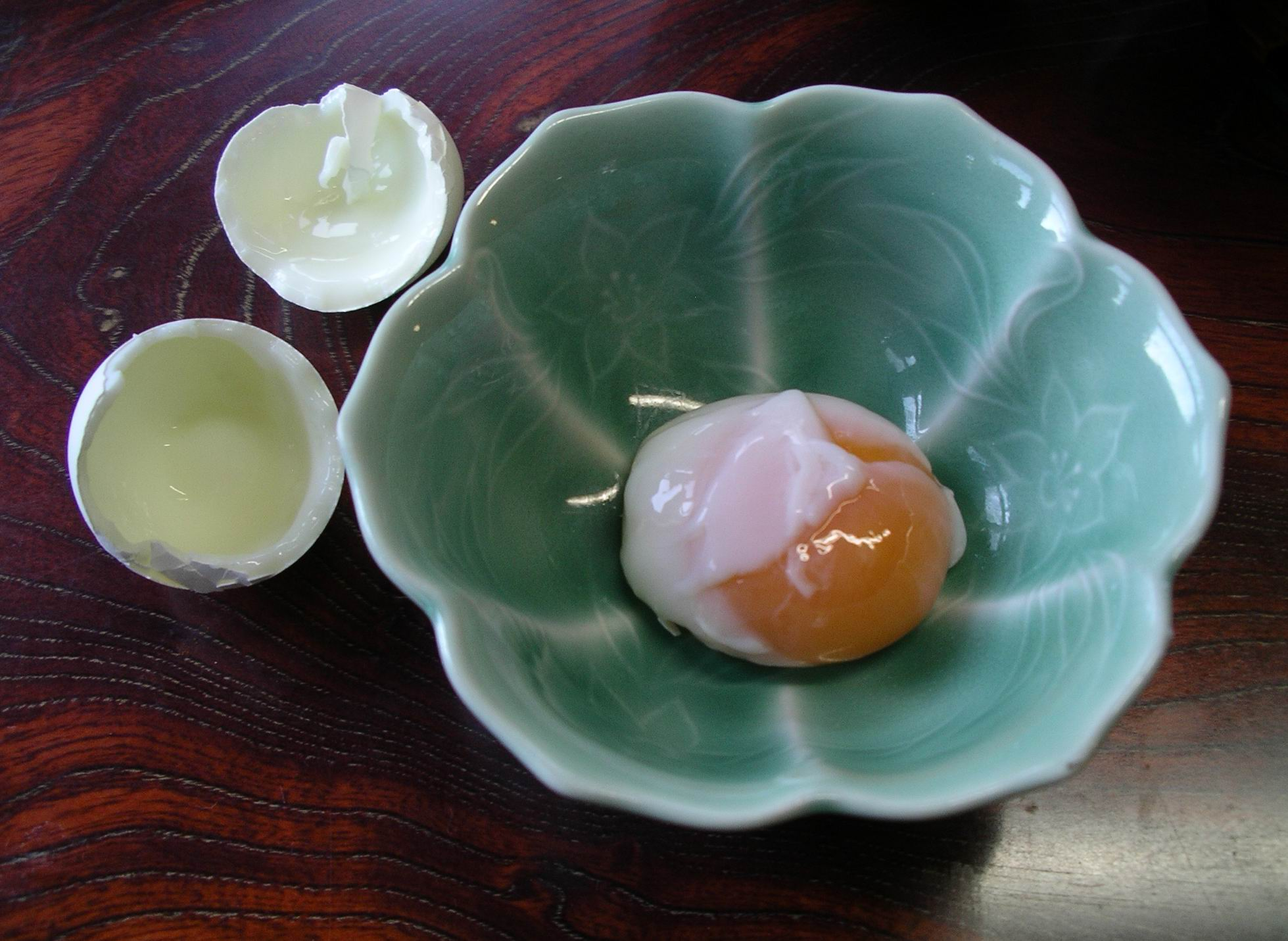
Блюдо онсэн тамаго — яйцо, приготовленное при низкой температуре

Существуют различия как в степени приготовления, так и в способе варки яиц, а также множество кухонных приспособлений для яиц. Вариации включают:

#### Прокалывание яйца
Некоторые предварительно прокалывают яйца с помощью устройства для прокалывания яиц, чтобы предотвратить растрескивание. В книге «Почему нельзя прокалывать яйца» (англ. Why eggs should not be pierced) утверждается, что прокалывание приводит к повреждению яичного белка, и поэтому такого метода следует избегать. Другие, в том числе Американская ассоциация производителей яиц (American Egg Board), также не рекомендуют этого делать, так как это может привести к проникновению бактерий и образованию микротрещин в скорлупе, через которые в яйцо могут проникнуть различные бактерии.

#### Приготовление в пароварке
Варёные яйца можно приготовить в пароварке — продукт готовится на полной мощности пара.

#### Под вакуумом
Существует способ приготовить варёные яйца вымачивая их в скорлупе, «под вакуумом», в горячей воде при постоянной температуре от 60 до 85 °C (от 140 до 185 °F). Внешний яичный белок готовится при 75 °C (167 °F), а желток и остальная часть белка — от 60 до 65 °C (от 140 до 149 °F).

#### Запечённые яйца
Этот способ предполагает запекание яиц в духовке вместо варки в воде.

## Яйца всмятку

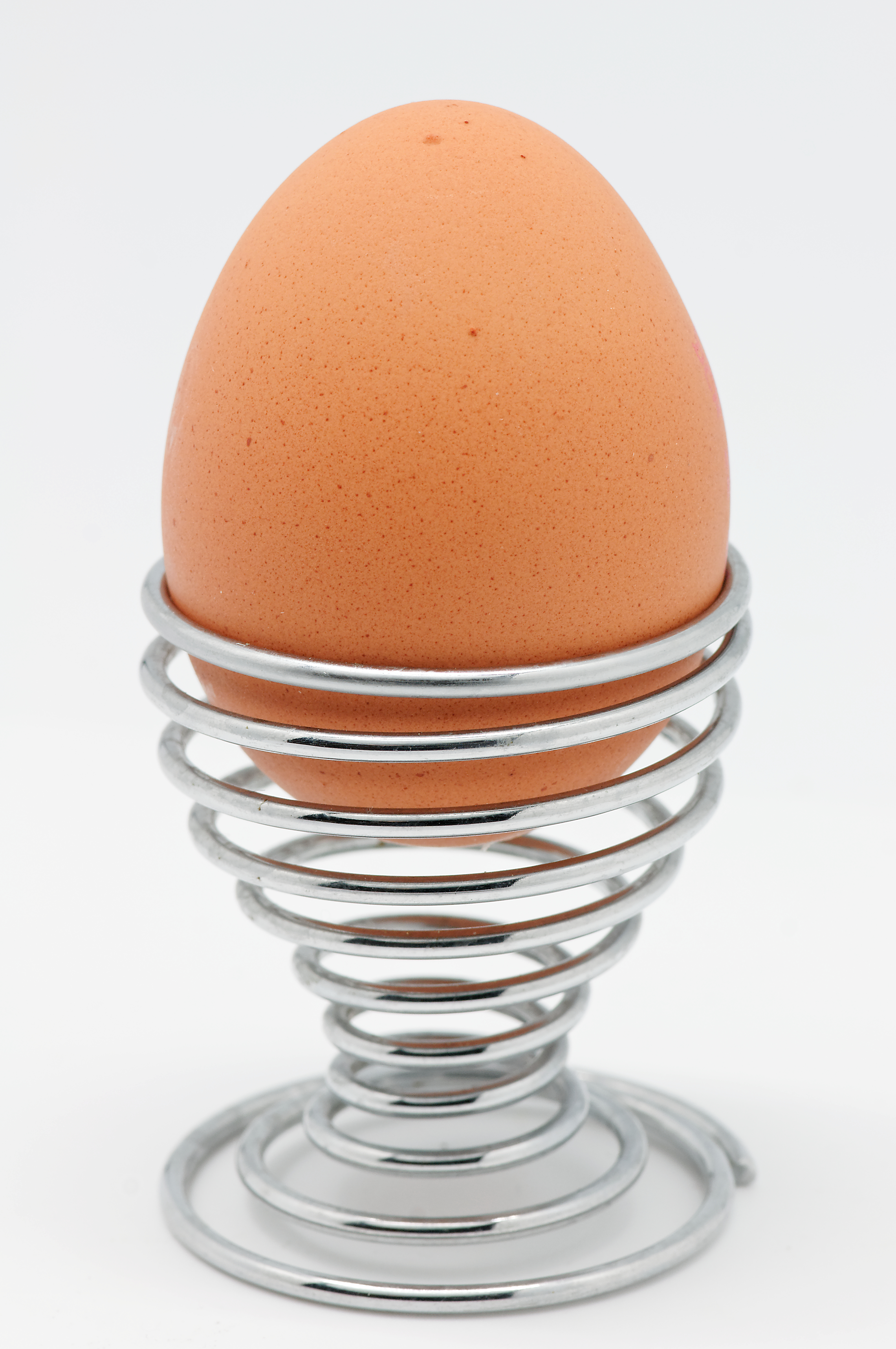
Варёное яйцо в рюмке для яиц

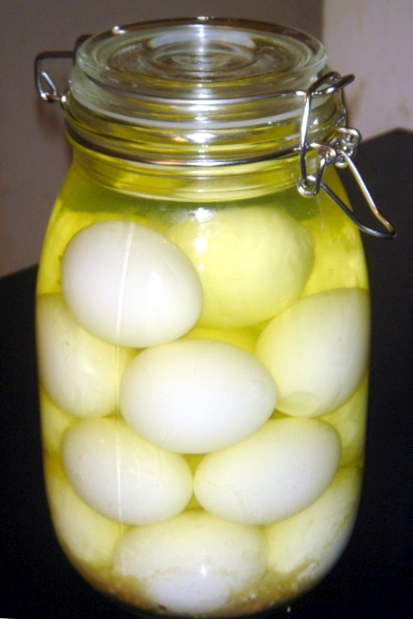
Банка с маринованными варёными яйцами

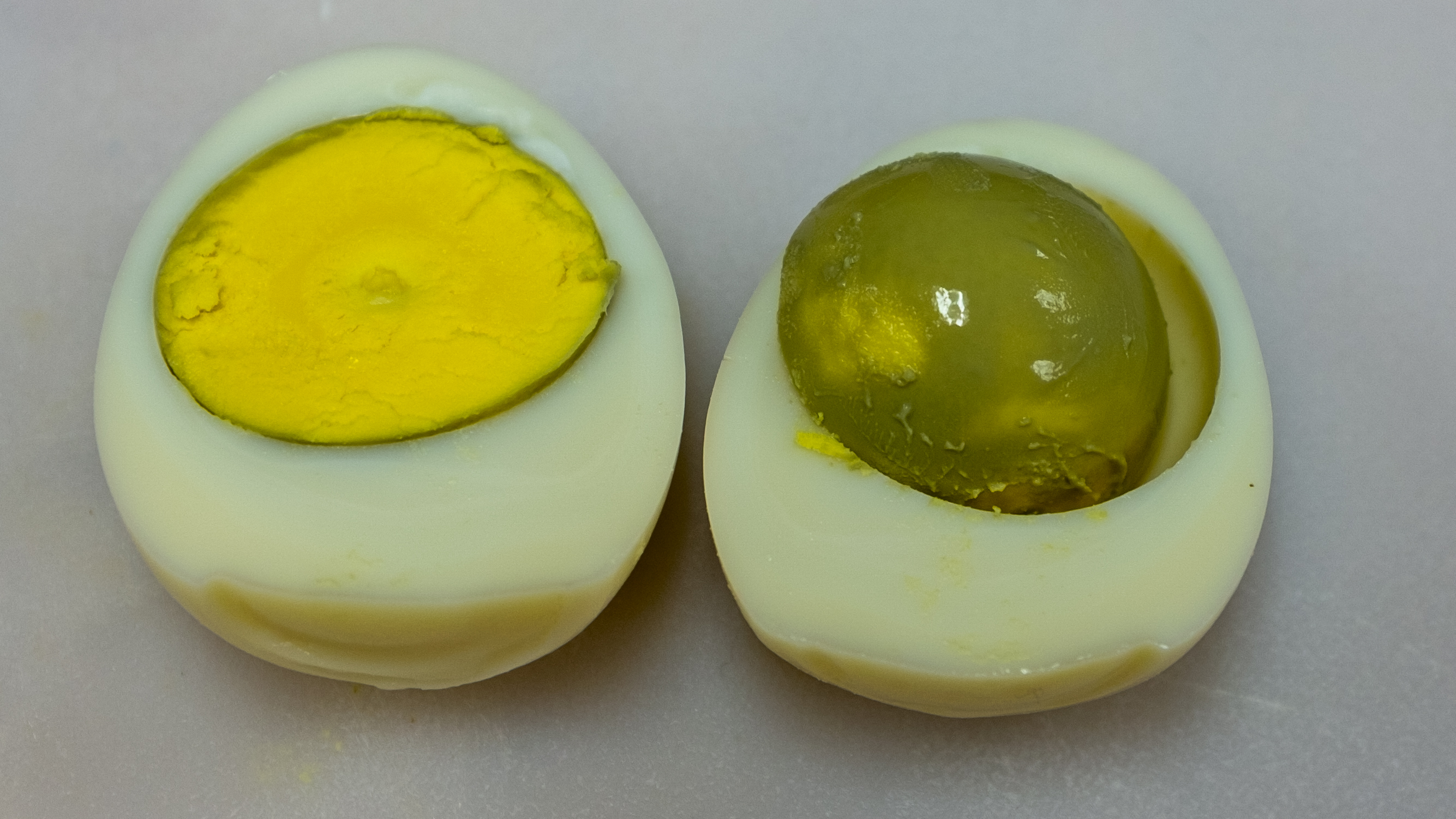
Переваренное яйцо с зелёным налётом на желтке

Шеф-повар Хестон Блюменталь после «неустанных испытаний» опубликовал рецепт «идеального варёного яйца», в котором предлагается варить яйцо в воде, которая начинает остывать и покрывает яйцо не более чем на миллиметр, снимая кастрюлю с огня, как только вода закипит. Через шесть минут яйцо будет готово.
Яйца всмятку не рекомендуются людям, которые могут быть восприимчивы к сальмонелле: младенцам, пожилым и людям с ослабленной иммунной системой. Чтобы избежать заражения сальмонеллой, яйца можно пастеризовать в скорлупе при температуре 57 °C в течение семидесяти пяти минут. Затем яйца можно сварить всмятку, как обычно.
Как правило, яйца всмятку подают в рюмках для яиц, в которых верхушка яйца срезается ножом, ложкой, подпружиненной насадкой для яиц или специальными ножницами, используя ложечку для яиц, чтобы вычерпать яйцо. Другие методы включают разбивание яичной скорлупы, осторожно постукивая ложкой по её верхней части. Яйца всмятку можно есть с тостами, нарезанными соломкой, которые затем обмакивают в жидкий желток. В Соединённом Королевстве и Австралии такие, «полосатые», тосты называются «солдатиками».
В Юго-Восточной Азии разновидность яиц всмятку, известных как наполовину сваренные яйца, обычно едят на завтрак. Главное отличие заключается в том, что вместо того, чтобы подавать яйцо в рюмке для яиц, его разбивают в миску, в которую добавляют тёмный/светлый соевый соус или перец. Само яйцо готовится в течение более короткого времени, в результате чего оно получается более жидким вместо обычного желатинового состояния, и его обычно едят с тостами из кайи.
Варёные яйца также являются ингредиентом различных филиппинских блюд, таких как эмбутидо, пансит, реллено, галантина и многих других.
В Японии яйца всмятку обычно подают вместе с рамэном. Предварительно их замачивают в смеси соевого соуса, мирина и воды после варки и очистки. Благодаря этому яйца становятся коричневого цвета, который отсутствовал бы при обычной варке и очистке продукта. Как только яйца закончат замачиваться, их добавляют в суп, либо сервируют в качестве гарнира.

## Яйца вкрутую
Для приготовления яйца вкрутую его варят дольше чем обычно, чтобы желток затвердел. Сваренный таким образом продукт можно есть тёплым или холодным. Яйца вкрутую являются основой для многих блюд, таких как яичный салат, кобб и яйца по-шотландски, а также могут быть приготовлены в виде яиц с начинкой.
Существует несколько теорий относительно правильной техники варки яйца вкрутую, в зависимости от обстоятельств. Один из способов заключается в том, чтобы довести воду до кипения и варить яйцо в течение десяти минут. Другой способ — довести воду до кипения, но затем снять кастрюлю с огня и дать яйцам свариться в постепенно остывающей воде. Как правило на желтке переваренного яйца образовывается тонкий зелёный налёт сульфида железа (II). Эта реакция происходит быстрее в старых яйцах, так как их белки содержат больше щёлочи. Погружение яйца в холодную воду после закипания является распространённым методом остановки процесса приготовления, чтобы предотвратить этот эффект. Однако это вызывает небольшую усадку содержимого яйца.
Сваренные вкрутую яйца следует употреблять в течение двух часов, если они хранятся при комнатной температуре, или в течение недели, если они хранятся в холодильнике или остаются в скорлупе.
Сваренные вкрутую яйца обычно нарезают ломтиками, особенно для использования в бутербродах. Для этой цели существуют яйцерезки, которые облегчают нарезку и делают ломтики ровными. Для получения ломтиков одинакового размера несколько яиц разделяют на желток и белок и выливают в цилиндрические формы, после чего варят вкрутую, получая так называемое «длинное яйцо» или «яичный рулет». В промышленных масштабах длинные яйца производят в Дании (компания Danæg, впервые продемонстрировавшая аппарат для производства длинных яиц в 1974 году) и в Японии (KENKO Mayonnaise). Длинные яйца можно не только нарезать ломтиками, но и использовать целиком как в лестерширском праздничном пироге.

## Скорлупа
Варёные яйца могут сильно различаться по лёгкости очистки от скорлупы. Как правило, чем свежее яйцо перед варкой, тем труднее отделить скорлупу от яичного белка. Постепенно свежее яйцо теряет влагу и углекислый газ через поры в скорлупе; как следствие, содержимое яйца сжимается, а водородный показатель белка становится более щелочным. Белок с более высоким водородным показателем (более щелочный) с меньшей вероятностью прилипает к яичной скорлупе, в то время как в яйцах, потерявших значительное количество влаги, образуются воздушные карманы, что также облегчает очистку яиц. Замачивание варёных яиц в воде помогает сохранить мембрану под яичной скорлупой увлажнённой для лёгкого отслаивания. Эффективный метод удаления скорлупы — очистка яйца под струёй холодной проточной воды. Варка сразу в горячей воде также облегчает очистку яиц. Часто утверждается, что приготовление яиц на пару в скороварке облегчает их очистку. Однако двойное слепое тестирование не показало каких-либо преимуществ приготовления под давлением перед приготовлением на пару, но также продемонстрировало, что при приготовлении яиц на пару кипячение в холодной воде — контрпродуктивно. Добиться более лёгкой очистки скорлупы можно путём быстрого охлаждения, а также при помощи помещения яйца в ледяную воду на 15 минут или более долгое время. Также было обнаружено, что резкое воздействие холодной воды на только что сваренное яйцо устраняет ямочку в его основании, вызванную воздушным пространством.

## Блюда с варёными яйцами
Зачастую варёные яйца используют как ингредиент для более сложных и изысканных блюд. Например, варёным яйцом можно сервировать тарелку с рамэном (при этом, как правило, вначале оно маринуется в соевом соусе), запекаться в виде пирога, такого как паскуалина, или добавляться в студень (аналогично французскому блюду œufs en gelée, в которое входят яйца-пашот), нарезаться ломтиками и смешиваться с майонезом, чтобы сформировать яичный салат, или обжариваться во фритюре, а затем запекаться — для сервировки Lamprais.

## В культуре
В сатирическом произведении Джонатана Свифта «Путешествия Гулливера» описываются вымышленные государства Лилипутия и Блефуску, в течение многих лет ведущие между собой войны из-за разногласия по поводу того, с какого конца следует разбивать варёные яйца. Тех, кто считает, что их нужно разбивать с тупого конца, в произведении называют Big-endians («тупоконечники»).